# Biblis (insecto)
Biblis es un género monotípico de lepidópteros perteneciente a la familia Nymphalidae. Su única especie Biblis hyperia Cramer 1797, es originaria de América donde se distribuye desde Texas en Estados Unidos hasta Buenos Aires en Argentina.
Las larvas se alimentan de la especie Tragia volubilis.

## Galería

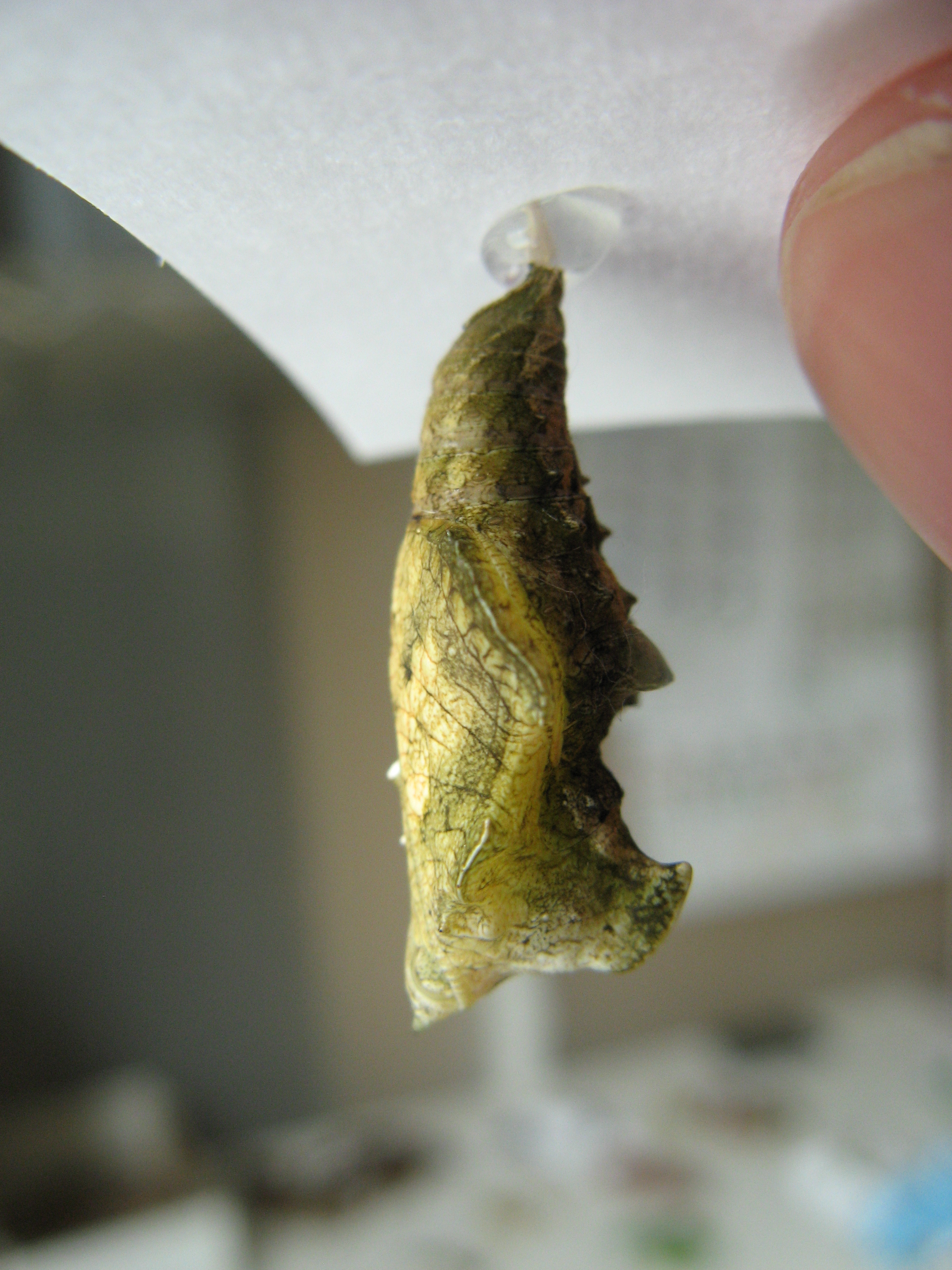
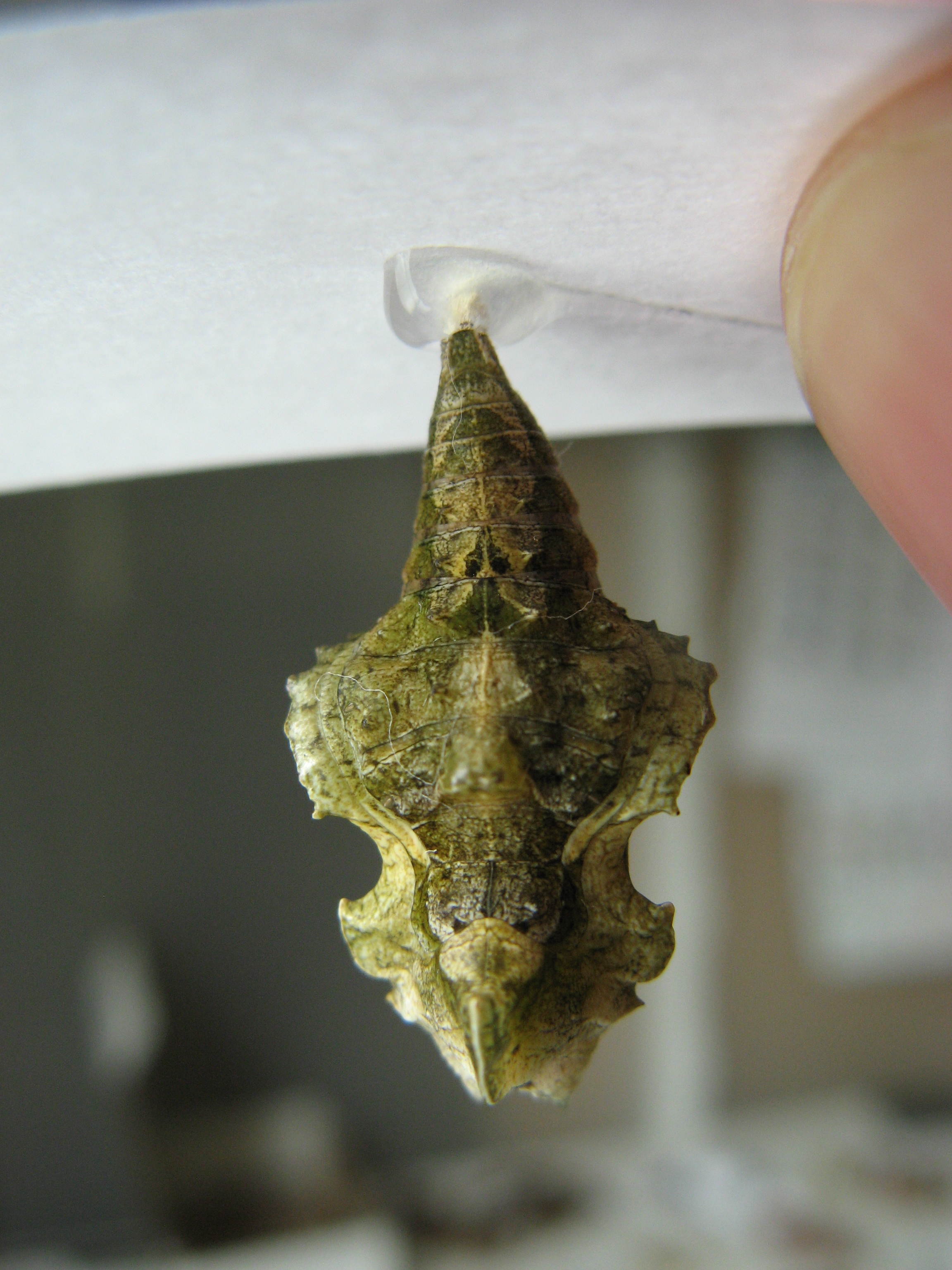
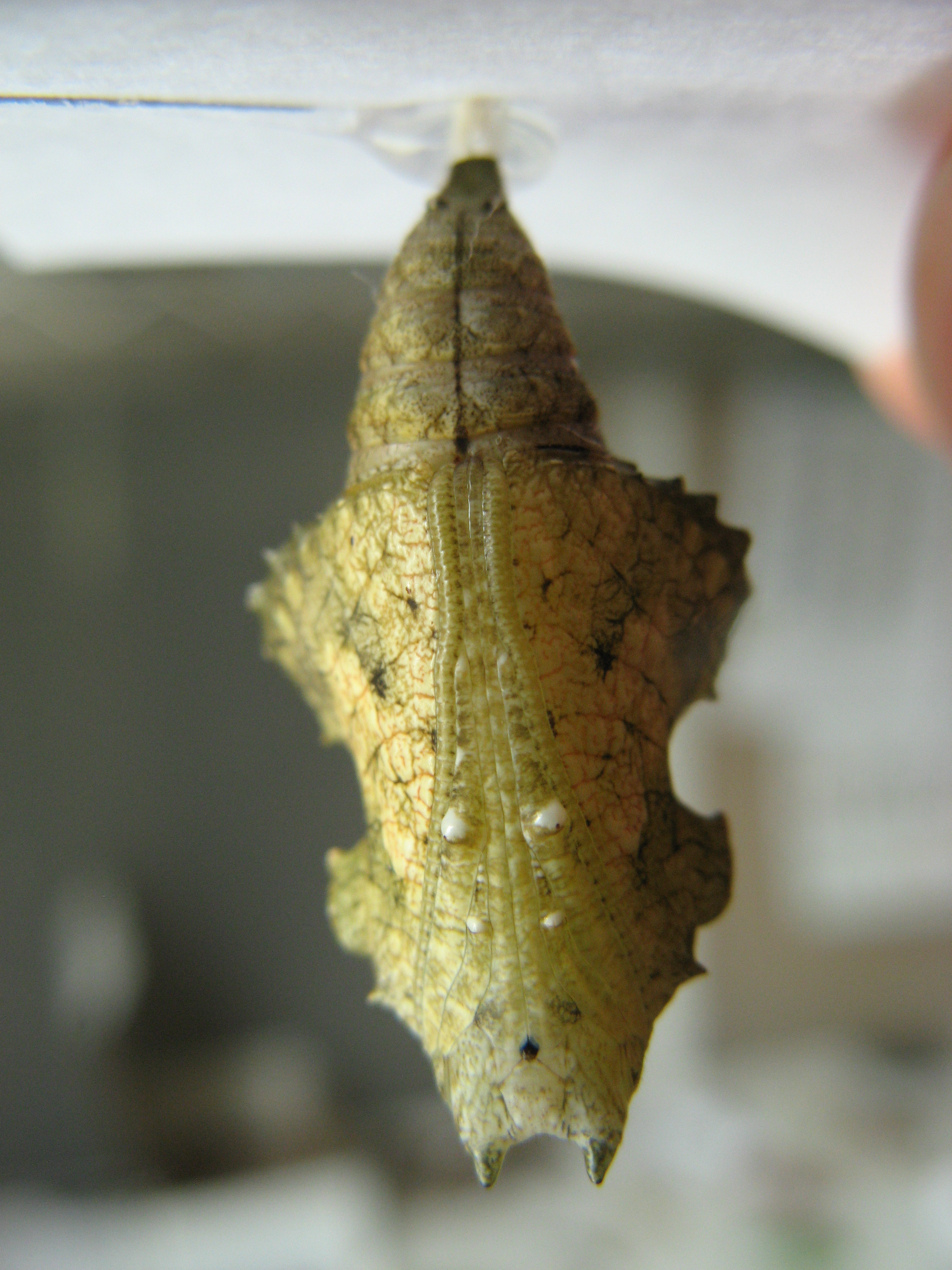
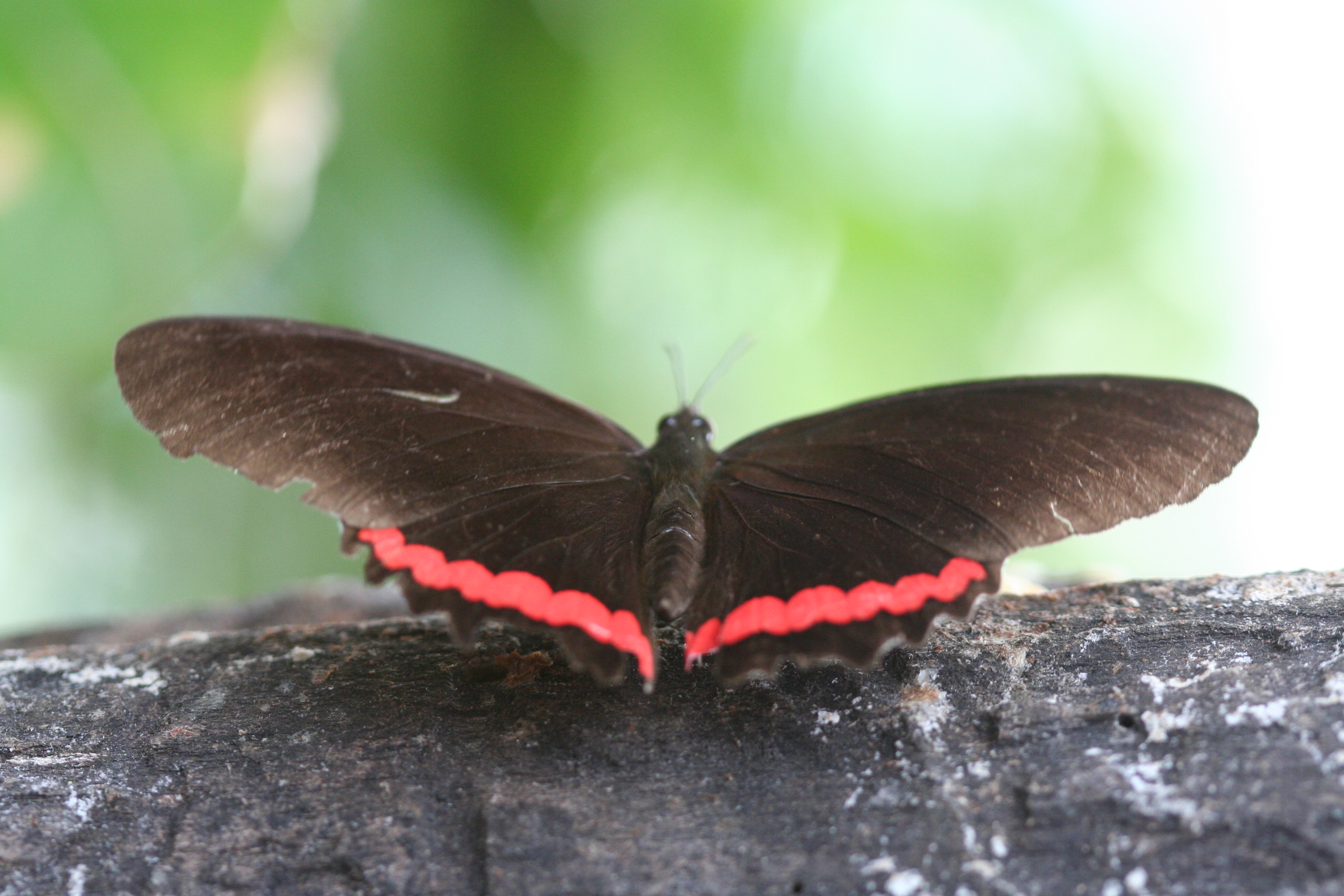
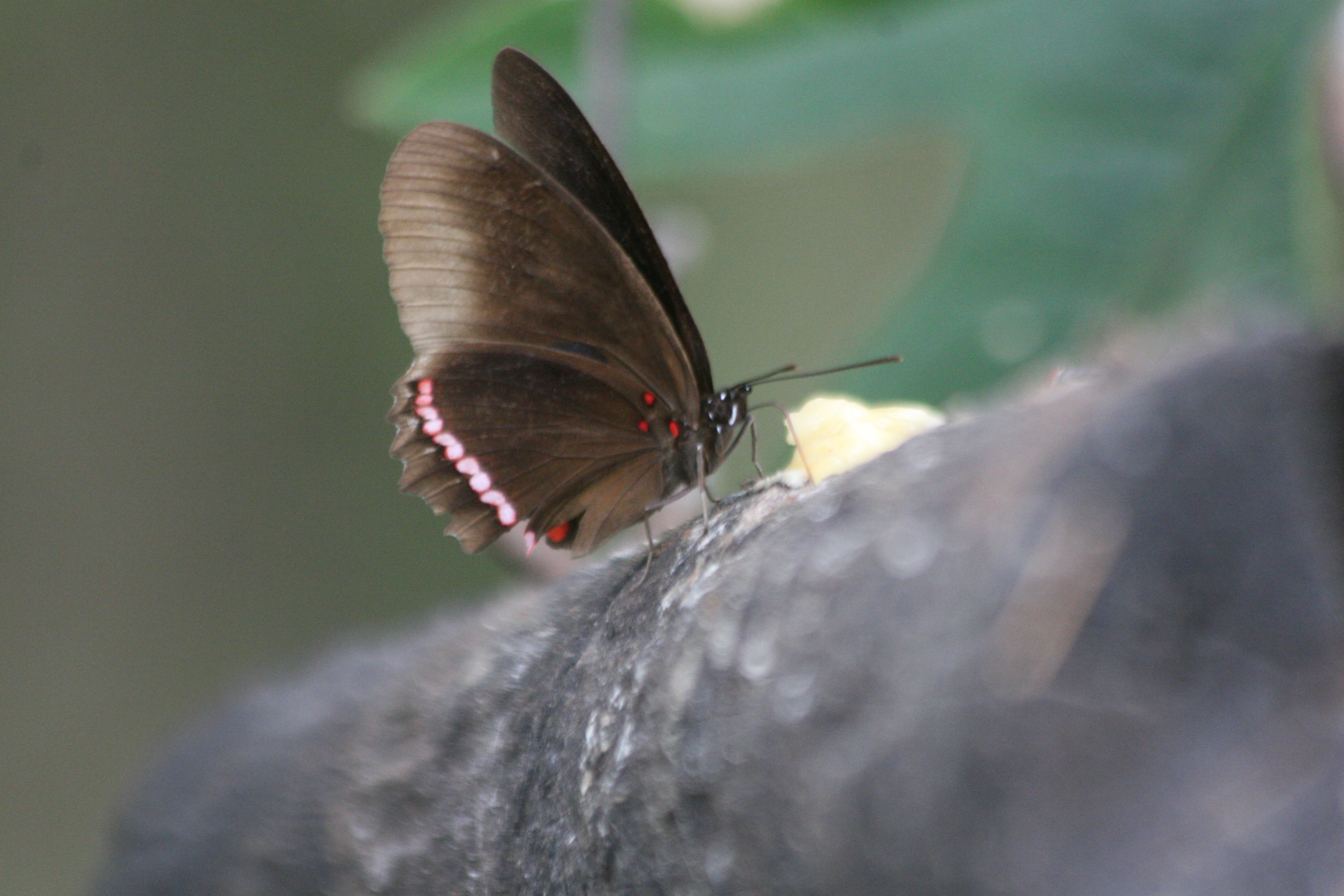
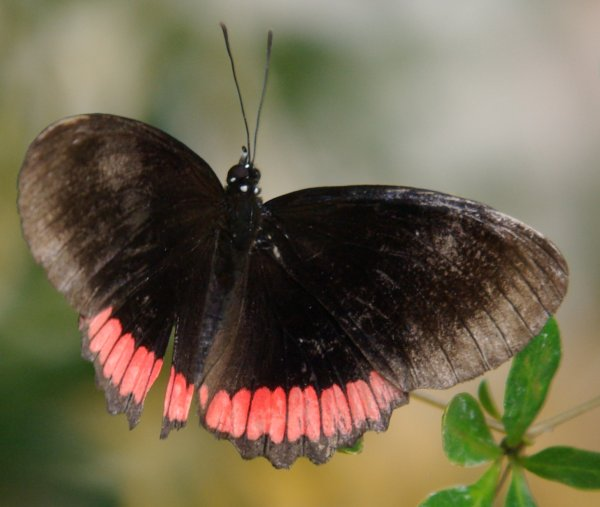